# Ryan Callahan
Ryan Callahan (* 21. März 1985 in Rochester, New York) ist ein ehemaliger US-amerikanischer Eishockeyspieler. Der rechte Flügelstürmer bestritt zwischen 2006 und 2019 über 700 Partien für die New York Rangers und Tampa Bay Lightning in der National Hockey League (NHL). Die Rangers führte er dabei von 2011 bis 2014 als Mannschaftskapitän an. Mit der Nationalmannschaft der USA gewann er die Silbermedaille bei den Olympischen Winterspielen 2010.

## Karriere

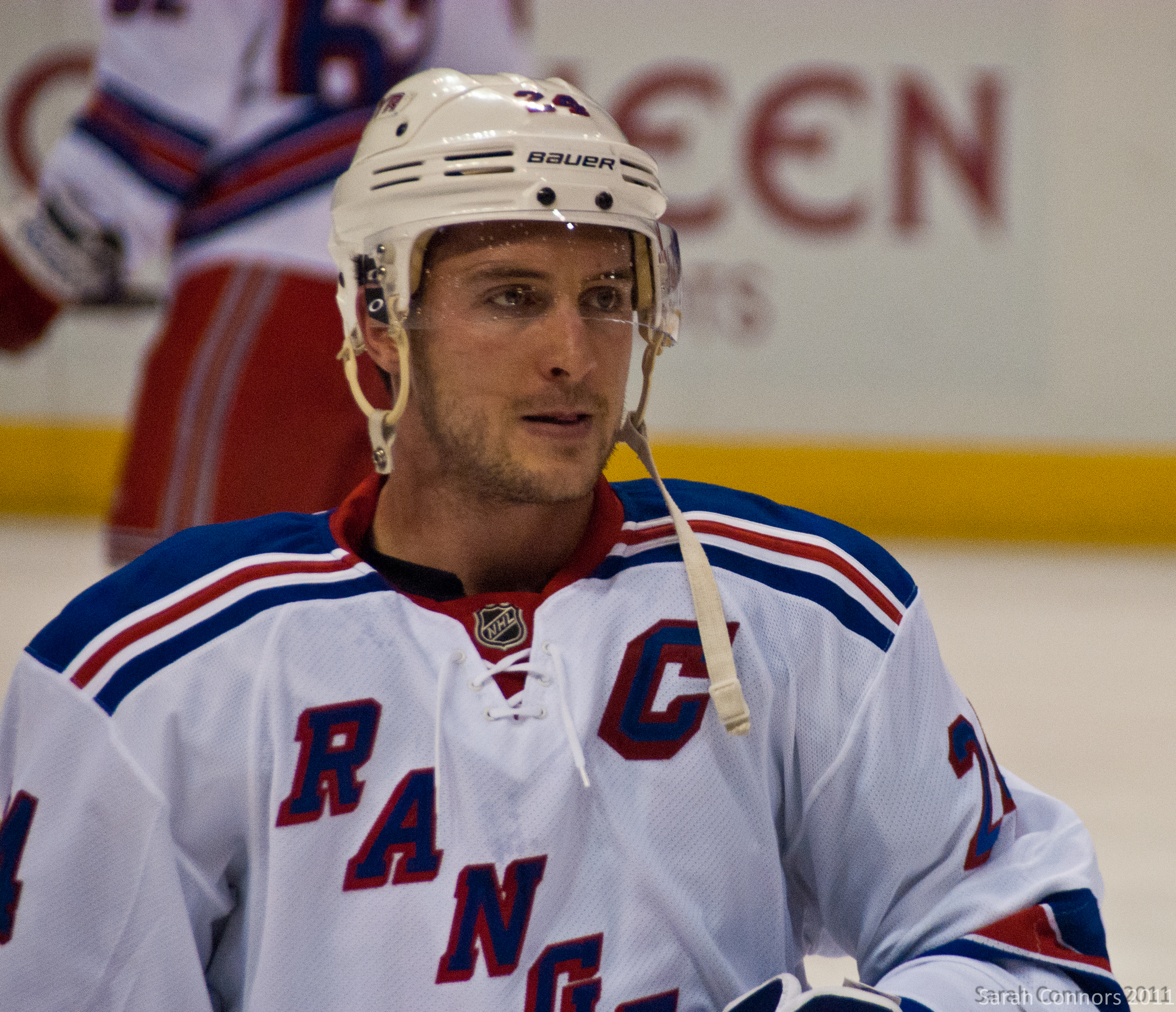
Callahan als Kapitän der Rangers (2011)

Callahan spielte als Jugendlicher in den kanadischen Juniorenliga Ontario Hockey League bei den Guelph Storm. Diesen blieb er vier Spielzeiten lang treu und gewann im Jahr 2004 mit dem Team den Meistertitel der Liga.
Nachdem Callahan bereits im NHL Entry Draft 2004 von den New York Rangers in der vierten Runde an 127. Stelle ausgewählt worden war, holten ihn diese zu Beginn der Saison 2006/07 erstmals in ihr Farmteam in der American Hockey League. Bei den Hartford Wolf Pack führte sich der rechte Flügelstürmer gut ein und verbrachte auch einen Teil der Saison 2007/08 dort. Im Sommer 2007 erkämpfte sich der Stürmer im Trainingscamp der Rangers einen Stammplatz im Kader und bestritt daraufhin 52 Saisonpartien.
Zur Saison 2011/12 wurde Callahan als Nachfolger von Chris Drury zum 26. Mannschaftskapitän in der Geschichte der New York Rangers ernannt.
Nachdem sich Callahan mit den Rangers nicht auf eine Vertragsverlängerung einigen konnte, wurde er vor der Trade Deadline am 5. März 2014 mit einem Erstrunden- und einem Zweitrunden-Wahlrecht im Austausch für Martin St. Louis an die Tampa Bay Lightning abgegeben. In Tampa war Callahan in der Folge über vier Jahre aktiv, bis er im Juli 2019 im Tausch für Mike Condon zu den Ottawa Senators transferiert wurde. Zudem erhielt Ottawa ein Fünftrunden-Wahlrecht im NHL Entry Draft 2020 und Tampa ein Sechstrunden-Wahlrecht im gleichen Draft. Aufgrund einer Rückenverletzung galt es jedoch als unwahrscheinlich, dass Callahan jemals wieder in den Profisport zurückkehrt. Dies bestätigte sich im Dezember 2020, als der Angreifer das Ende seiner aktiven Karriere verkündete, ohne noch einmal in der NHL aufgelaufen zu sein. Insgesamt hatte er in der höchsten Liga Nordamerikas 757 Spiele bestritten und dabei 386 Scorerpunkte verzeichnet.

### International
Callahan nahm mit dem Team USA an den Olympischen Winterspielen 2010 teil und gewann mit der Mannschaft die Silbermedaille. Zudem sollte er zum US-amerikanischen Aufgebot beim World Cup of Hockey 2016 gehören, sagte jedoch frühzeitig aufgrund einer Verletzung ab.

## Erfolge und Auszeichnungen
| - 2004 J.-Ross-Robertson-Cup-Gewinn mit den Guelph Storm - 2005 OHL Third All-Star-Team - 2006 OHL Second All-Star-Team - 2006 Leo Lalonde Memorial Trophy | - 2007 Teilnahme am AHL All-Star Classic - 2007 AHL All-Rookie Team - 2008 Victoria-Cup-Gewinn mit den New York Rangers |

### International
- 2010 Silbermedaille bei den Olympischen Winterspielen

## Karrierestatistik

### International
Vertrat die USA bei:
- U20-Junioren-Weltmeisterschaft 2005
- Olympischen Winterspielen 2010
- Olympischen Winterspielen 2014

(Legende zur Spielerstatistik: Sp oder GP = absolvierte Spiele; T oder G = erzielte Tore; V oder A = erzielte Assists; Pkt oder Pts = erzielte Scorerpunkte; SM oder PIM = erhaltene Strafminuten; +/− = Plus/Minus-Bilanz; PP = erzielte Überzahltore; SH = erzielte Unterzahltore; GW = erzielte Siegtore; 1 Play-downs/Relegation; Kursiv: Statistik nicht vollständig)